# Probo (cônsul em 525)
Flávio Probo (em latim: Flavius Probus), chamado o Jovem (Iunior), foi um oficial do Reino Ostrogótico, ativo durante o reinado do rei ostrogótico Teodorico, o Grande (r. 474–526). Não se sabe quais são suas origens ou seu parentesco com os vários homônimos de seu tempo. Em 525, tornar-se-ia cônsul ordinário pelo Ocidente, com Teodoro Filoxeno Soterico Filoxeno como seu parceiro oriental.